# Список эпизодов мультсериала «Симпсоны»
«Симпсоны» — американский анимационный ситком, созданный Мэттом Грейнингом для Fox Broadcasting Company. Это сатирическое изображение неблагополучного американского образа жизни среднего класса с одноимённой семьей в главных ролях: Гомер, Мардж, Барт, Лиза и Мэгги. Мультсериал, действие которого происходит Спрингфилде, высмеивает как американскую культуру, так и человеческую ситуацию. Семья была задумана Грейнингом незадолго до презентации серии анимационных короткометражок с продюсером Джеймсом Л. Бруксом. Грейнинг назвал каждого персонажа (кроме Барта) в честь членов своей семьи. 19 апреля 1987 года короткометражки стали частью «Шоу Трейси Ульман». После трёх сезонов скетч был переработан в получасовое хитовое шоу в прайм-тайм.
По состоянию на 3 декабря 2023 года вышло 758 эпизодов, в настоящее время завершился 35-й сезон. У мультсериала есть несколько рекордов долголетия на американском телевидении. Это самый продолжительный прайм-тайм анимационный сериал и самый продолжительный ситком в США. С 21-м сезоном (2009-10 гг.) сериал превзошёл «Дымок из ствола» (у которого было 20 сезонов), претендуя на место самого продолжительного американского сериала с сценарием в прайм-тайм, а также превзошёл «Дымок из ствола» (у которого было 635 эпизодов) по количеству эпизодов в этой категории, начиная с эпизода «Forgive and Regret» 29 апреля 2018 года.
Эпизоды «Симпсонов» получили десятки наград, в том числе 31 премию «Эмми» (десять за лучшую анимационную программу), 30 «Энни» и одну премию «Пибоди». «Симпсоны в кино», полнометражный фильм, были выпущены 26 и 27 июля 2007 года по всему миру и заработали 526,2 миллионов долларов по всему миру. Первые 20 сезонов доступны на DVD в 1-м, 2-м и 4-м регионах, а 20 сезон был выпущен в 2010 году как на DVD, так и на Blu-ray, чтобы отпраздновать 20-летие сериала. 8 апреля 2015 года шоураннер Эл Джин объявил, что больше не будет релизов на DVD или Blu-ray, переключив фокус на цифровую дистрибуцию, хотя позже это было отменено 22 июля 2017 года. Почти два года спустя, 20 июля 2019 года, было объявлено, что 19 сезон выйдет 3 декабря 2019 года на DVD.
3 марта 2021 года сериал был продлён на 33 и 34 сезоны. 19 февраля 2012 года сериал достиг своего 500 эпизода в 23 сезоне. 16 октября 2016 года он достиг своего 600 эпизода в своём 28 сезоне. 21 марта 2021 года сериал достиг своего 700-го эпизода в 32 сезоне.
26 января 2023 года мультсериал был продлён на 35 и 36 сезоны. 36 сезон дебютировал на канале «Fox» 29 сентября 2024 года.

## Эпизоды
| Сезон | Сезон | Эпизоды | Оригинальная дата выхода | Оригинальная дата выхода | Оригинальная дата выхода | Рейтинг Нильсена              | Рейтинг Нильсена | Рейтинг Нильсена |
| Сезон | Сезон | Эпизоды | Премьера сезона          | Финал сезона             | Сеть                     | Кол-во домов / зрителей (млн) | Ранг             | Рейтинг          |
| ----- | ----- | ------- | ------------------------ | ------------------------ | ------------------------ | ----------------------------- | ---------------- | ---------------- |
|       | 1     | 13      | 17 декабря 1989          | 13 мая 1990              | Fox                      | 13,4 млн домов                | 30               | 14,5             |
|       | 2     | 22      | 11 октября 1990          | 11 июля 1991             | Fox                      | 12,2 млн домов                | 38               | 8                |
|       | 3     | 24      | 19 сентября 1991         | 27 августа 1992          | Fox                      | 12 млн домов                  | 33               | н/д              |
|       | 4     | 22      | 24 сентября 1992         | 13 мая 1993              | Fox                      | 12,1 млн домов                | 30               | 13               |
|       | 5     | 22      | 30 сентября 1993         | 19 мая 1994              | Fox                      | 10,5 млн домов                | 53               | н/д              |
|       | 6     | 25      | 4 сентября 1994          | 21 мая 1995              | Fox                      | 9 млн домов                   | 67               | н/д              |
|       | 7     | 25      | 17 сентября 1995         | 19 мая 1996              | Fox                      | 8 млн домов                   | 75               | н/д              |
|       | 8     | 25      | 27 октября 1996          | 18 мая 1997              | Fox                      | 8,6 млн домов                 | 53               | н/д              |
|       | 9     | 25      | 21 сентября 1997         | 17 мая 1998              | Fox                      | 9,1 млн домов                 | 30               | 9,2              |
|       | 10    | 23      | 23 августа 1998          | 16 мая 1999              | Fox                      | 7,9 млн домов                 | 46               | н/д              |
|       | 11    | 22      | 26 сентября 1999         | 21 мая 2000              | Fox                      | 8,2 млн домов                 | 44               | н/д              |
|       | 12    | 21      | 1 ноября 2000            | 20 мая 2001              | Fox                      | 14,7 млн зрителей             | 21               | н/д              |
|       | 13    | 22      | 6 ноября 2001            | 22 мая 2002              | Fox                      | 12,4 млн зрителей             | 30               | н/д              |
|       | 14    | 22      | 3 ноября 2002            | 18 мая 2003              | Fox                      | 13,4 млн зрителей             | 25               | н/д              |
|       | 15    | 22      | 2 ноября 2003            | 23 мая 2004              | Fox                      | 10,6 млн зрителей             | 42               | н/д              |
|       | 16    | 21      | 7 ноября 2004            | 15 мая 2005              | Fox                      | 9,6 млн зрителей              | 52               | н/д              |
|       | 17    | 22      | 11 сентября 2005         | 21 мая 2006              | Fox                      | 9,1 млн зрителей              | 62               | 3,2              |
|       | 18    | 22      | 10 сентября 2006         | 20 мая 2007              | Fox                      | 8,6 млн зрителей              | 60               | 4,1              |
|       | 19    | 20      | 23 сентября 2007         | 18 мая 2008              | Fox                      | 8 млн зрителей                | 87               | н/д              |
|       | 20    | 21      | 28 сентября 2008         | 17 мая 2009              | Fox                      | 6,9 млн зрителей              | 77               | н/д              |
|       | 21    | 23      | 27 сентября 2009         | 23 мая 2010              | Fox                      | 7,2 млн зрителей              | 61               | 3,4              |
|       | 22    | 22      | 26 сентября 2010         | 22 мая 2011              | Fox                      | 7,3 млн зрителей              | 65               | 3,3              |
|       | 23    | 22      | 25 сентября 2011         | 20 мая 2012              | Fox                      | 7 млн зрителей                | 69               | 3,3              |
|       | 24    | 22      | 30 сентября 2012         | 19 мая 2013              | Fox                      | 6,3 млн зрителей              | 70               | 2,9              |
|       | 25    | 22      | 29 сентября 2013         | 18 мая 2014              | Fox                      | 5,6 млн зрителей              | 81               | н/д              |
|       | 26    | 22      | 28 сентября 2014         | 17 мая 2015              | Fox                      | 5,6 млн зрителей              | 100              | 2,6              |
|       | 27    | 22      | 27 сентября 2015         | 22 мая 2016              | Fox                      | 4,7 млн зрителей              | 102              | 2,1              |
|       | 28    | 22      | 25 сентября 2016         | 21 мая 2017              | Fox                      | 4,8 млн зрителей              | 92               | 2,1              |
|       | 29    | 21      | 1 октября 2017           | 20 мая 2018              | Fox                      | 4,1 млн зрителей              | 122              | 1,7              |
|       | 30    | 23      | 30 сентября 2018         | 12 мая 2019              | Fox                      | 3,7 млн зрителей              | 126              | 1,4              |
|       | 31    | 22      | 29 сентября 2019         | 17 мая 2020              | Fox                      | 3,0 млн зрителей              | 103              | 1,1              |
|       | 32    | 22      | 27 сентября 2020         | 23 мая 2021              | Fox                      | 2,4 млн зрителей              | 117              | 0,8              |
|       | 33    | 22      | 26 сентября 2021         | 22 мая 2022              | Fox                      | 2,3 млн зрителей              | 98               | 0,7              |
|       | 34    | 22      | 25 сентября 2022         | 21 мая 2023              | Fox                      | 2,1 млн зрителей              | 98               | 0,65             |
|       | 35    | 18      | 1 октября 2023           | 19 мая 2024              | Fox                      | 1,99 млн зрителей             | 106              | 0,58             |
|       | 36    | 22      | 29 сентября 2024         | 18 мая 2025              | Fox Disney+              | н/д                           | н/д              | н/д              |
|       | 37    | 17      | 28 сентября 2025         | TBA                      | Fox Disney+              | TBA                           | TBA              | TBA              |

## Фильм
| Название                               | Режиссёр        | Автор сценария | Дата премьеры |
| -------------------------------------- | --------------- | --- | ------------- |
| «Симпсоны в кино» «The Simpsons Movie» | Дэвид Силверман | Джеймс Л. Брукс, Мэтт Грейнинг, Эл Джин, Иэн Мэкстон-Гехем, Джордж Мейер, Дэвид Миркин, Майк Рейсс, Майк Скалли, Мэтт Селман, Джон Шварцвелдер, Джон Витти | 27 июля 2007  |

## Короткометражки

### Театральные
| Название                                                 | Режиссёр        | Автор сценария                                                                      | Дата премьеры |
| -------------------------------------------------------- | --------------- | ----------------------------------------------------------------------------------- | ------------- |
| «Симпсоны: Мучительная продлёнка» «The Longest Daycare»  | Дэвид Силверман | Джеймс Л. Брукс, Мэтт Грейнинг, Эл Джин, Дэвид Миркин, Джоэль Х. Коэн и Майкл Прайс | 13 июля 2012  |
| «Свидание в песочнице с судьбой» «Playdate with Destiny» | Дэвид Силверман | Эл Джин, Том Гаммилл, Макс Просс, Джеймс Л. Брукс и Мэтт Грейнинг                   | 6 марта 2020  |

### Disney+
| Название                                                                                           | Режиссёр        | Автор сценария                                                                | Дата премьеры   |
| -------------------------------------------------------------------------------------------------- | --------------- | ----------------------------------------------------------------------------- | --------------- |
| «Пробуждение силы после тихого часа» «The Force Awakens from Its Nap»                              | Дэвид Силверман | Джоэль Х. Коэн, Эл Джин и Майкл Прайс                                         | 4 мая 2021      |
| «Добро, Барт и Локи» «The Good, the Bart, and the Loki»                                            | Дэвид Силверман | Элизабет Кирнан Аверик, Джессика Конрад, Джон Фринк, Эл Джин и Джефф Уэстбрук | 7 июля 2021     |
| «Плюсогодовщина» «The Simpsons in Plusaversary»                                                    | Дэвид Силверман | Джоэль Х. Коэн, Джессика Конрад, Эл Джин, Лони Стил Состханд и Дэн Веббер     | 12 ноября 2021  |
| «Когда Билли встретила Лизу» «When Billie Met Lisa»                                                | Дэвид Силверман | Элизабет Кирнан Аверик, Броти Гупта, Эл Джин, Сезар Мезариегос и Дэвид Миркин | 22 апреля 2022  |
| «Добро пожаловать в клуб» «Welcome to the Club»                                                    | Дэвид Силверман | Дж. Стюарт Бернс, Джоэль Х. Коэн, Эл Джин, Кристин Нангл и Лони Стил Состханд | 8 сентября 2022 |
| «Симпсоны знакомятся с Бочелли в Фелис-Навидад» «The Simpsons Meet the Bocellis in ’Feliz Navidad» | Дэвид Силверман | Джоэль Х. Коэн, Эл Джин, Райан Кох и Дэвид Миркин                             | 15 декабря 2022 |
| «Изгой, а не одиночка» «Rogue Not Quite One»                                                       | Дэвид Силверман | Эл Джин, Райан Кох, Лони Стил Состханд, Дэн Веббер и Джефф Уэстбрук           | 4 мая 2023      |
| «Да пребудет с тобой 12-е мая» «May the 12th Be With You»                                          | Дэвид Силверман | Джоэль Х. Коэн, Эл Джин, Дэвид Миркин и Джефф Уэстбрук                        | 10 мая 2024     |
| «Самое чудесное время года» «The Most Wonderful Time of the Year»                                  | Дэвид Силверман | Дж. Стюарт Бернс, Броти Гупта, Эл Джин и Дэн Грини                            | 11 октября 2024 |

### Другие
| Название                                                                                          | Режиссёр        | Автор сценария                                     | Дата премьеры   |
| ------------------------------------------------------------------------------------------------- | --------------- | -------------------------------------------------- | --------------- |
| «Трампастический Вояж» «Trumptastic Voyage»                                                       | Дэвид Силверман | Эл Джин                                            | 7 июля 2015     |
| «Симпсоны. Balenciaga» «The Simpsons Balenciaga»                                                  | Дэвид Силверман | Джоэль Х. Коэн, Эл Джин и Майкл Прайс              | 2 октября 2021  |
| «Симпсоны, Bad Bunny — Желаю тебе всего наилучшего» «The Simpsons, Bad Bunny — Te Deseo Lo Mejor» | Дэвид Силверман | Джоэль Х. Коэн, Эл Джин, Райан Кох и Кристин Нангл | 24 декабря 2021 |

## Специальные эпизоды
| Название | Режиссёр       | Автор сценария                                | Дата премьеры    | Произв. код | Зрители в США (млн) |
| --- | -------------- | --------------------------------------------- | ---------------- | ----------- | ------------------- |
| «Самый разыскиваемый в Спрингфилде» «Springfield's Most Wanted» | Билл Браун     | Джек Пэрметер и Боб Бэйн                      | 17 сентября 1995 | н/д         | 8,4                 |
| В пародии на шоу «America's Most Wanted» ведущий Джон Уолш расследует тайну того, кто стрелял в мистера Бёрнса, излагая потенциальные улики и выявляя возможных подозреваемых. Фильм вышел перед эпизодом «Who Shot Mr. Burns?». |                |                                               |                  |             |                     |
| «К 20-летию Симпсонов — В 3D! На льду!» «The Simpsons 20th Anniversary Special – In 3-D! On Ice!» | Морган Сперлок | Джереми Чилник и Морган Сперлок               | 10 января 2010   | LABF21      | 13                  |
| Документальный фильм, посвящённый 20-летию мультсериала «Симпсоны». |                |                                               |                  |             |                     |
| «Спрингфилд мечты: Легенда Гомера Симпсона» «Springfield of Dreams: The Legend of Homer Simpson» | Морган Сперлок | Эрик Брюстер, Джереми Чилник и Морган Сперлок | 22 октября 2017  | н/д         | н/д                 |
| Документальный фильм, посвящённый 25-летию эпизода «Homer at the Bat». |                |                                               |                  |             |                     |